# 논산 쌍계사 소조석가여래삼불좌상
논산 쌍계사 소조석가여래삼불좌상(論山 雙溪寺 塑造釋迦如來三佛坐像)은 대한민국 충청남도 논산시 양촌면, 쌍계사에 있는 불상이다. 2015년 3월 4일 대한민국의 보물 제1851호로 지정되었다.

## 개요
논산 쌍계사 소조석가여래삼불좌상은 조선후기 17세기 초에 활약했던 조각승 元悟비구가 만력 33년(1605)에 수조각승을 맡아 信玄, 淸虛, 神釰, 希春이라는 네 명의 보조조각승과 함께 제작한 상이다. 당시는 임진왜란 중에 피해가 컸던 여러 사찰들의 중창이 곳곳에서 일어나던 시기였으므로 이 때 쌍계사도 2층의 불전을 세우고 그 안에 석가, 아미타, 약사로 구성된 삼불상을 봉안했던 듯하다. 삼불상의 어깨가 넓고 허리가 긴 장대한 체구는 고려후기에서 조선전기로 이어진 불교조각의 전통을 잇고 있으며, 살이 많은 풍만한 얼굴과 부푼 눈두덩, 오뚝한 콧날, 넓은 인중, 입 꼬리가 살짝 올라간 미소 띤 자비로운 표정은 위봉사 북암 보살입상(현재 익산 관음사와 혜봉원에 각각 1구씩 봉안)의 사실적인 얼굴과 거의 흡사하여 원오의 독특한 작풍을 드러낸다.
논산 쌍계사 소조석가여래삼불좌상은 1605년이라는 제작시기가 분명하고 조각승 원오의 대작으로서 조형적으로 우수하다.

## 같이 보기
- 쌍계사

## 참고 자료
- 논산 쌍계사 소조석가여래삼불좌상 - 국가유산청 국가유산포털